# Comuna Alma, Sibiu
Alma, mai demult Alma Mică Săsească, Alma Dumbrăveni (în dialectul săsesc Almaschken, în germană Almen, Almaschken, în maghiară Küküllőalmás, Szászalmás, Almás, Szászkisalmás), este o comună în județul Sibiu, Transilvania, România, formată din satele Alma (reședința), Giacăș și Șmig. Este situată pe malul drept al râului Târnava Mare la 13 km de Mediaș.

## Demografie
Componența etnică a comunei Alma
     Români (68,85%)
     Maghiari (20,98%)
     Romi (4,79%)
     Alte etnii (5,38%)
Componența confesională a comunei Alma
     Ortodocși (70,57%)
     Reformați (15,6%)
     Romano-catolici (5,61%)
     Greco-catolici (1,54%)
     Alte religii (1%)
     Necunoscută (5,67%)
Conform recensământului efectuat în 2021, populația comunei Alma se ridică la 1.692 de locuitori, în scădere față de recensământul anterior din 2011, când fuseseră înregistrați 1.886 de locuitori. Majoritatea locuitorilor sunt români (68,85%), cu minorități de maghiari (20,98%) și romi (4,79%). Din punct de vedere confesional, majoritatea locuitorilor sunt ortodocși (70,57%), cu minorități de reformați (15,6%), romano-catolici (5,61%) și greco-catolici (1,54%), iar pentru 5,67% nu se cunoaște apartenența confesională.

## Politică și administrație
Comuna Alma este administrată de un primar și un consiliu local compus din 11 consilieri. Primarul, Alexandru-Bazil Curcean[*], de la Partidul Național Liberal, este în funcție din octombrie 2020. Începând cu alegerile locale din 2024, consiliul local are următoarea componență pe partide politice:
|  | Partid                                 | Consilieri | Componența Consiliului | Componența Consiliului | Componența Consiliului | Componența Consiliului |
|  | -------------------------------------- | ---------- | ---------------------- | ---------------------- | ---------------------- | ---------------------- |
|  | Partidul Național Liberal              | 4          |                        |                        |                        |                        |
|  | Partidul Social Democrat               | 3          |                        |                        |                        |                        |
|  | Uniunea Democrată Maghiară din România | 2          |                        |                        |                        |                        |
|  | Alianța pentru Unirea Românilor        | 1          |                        |                        |                        |                        |
|  | Partidul PRO România                   | 1          |                        |                        |                        |                        |

## Primarii comunei
- 2004[8] - 2008 - Feier Ioan Mihalache, de la PSD
- 2008[9] - 2012 - Feier Ioan-Mihalache, de la PSD
- 2012[10] - 2016 - Ioan Mihalache Feier, de la USL
- 2016[11] - 2020 - Călin Marius-Alin, de la PNL

## Vezi și
- Biserica medievală din Șmig
- Biserica reformată din Alma

## Imagini

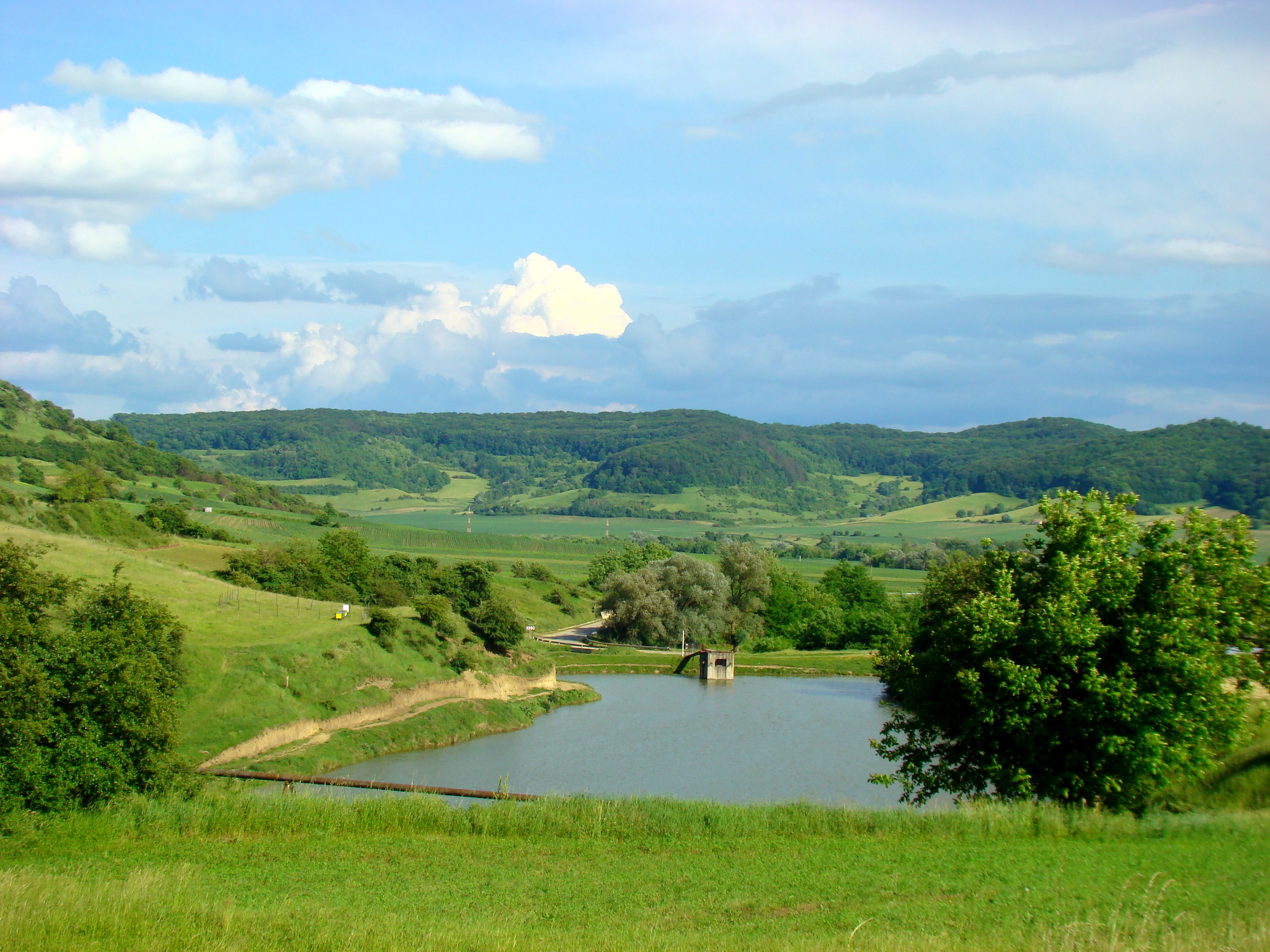
Alma
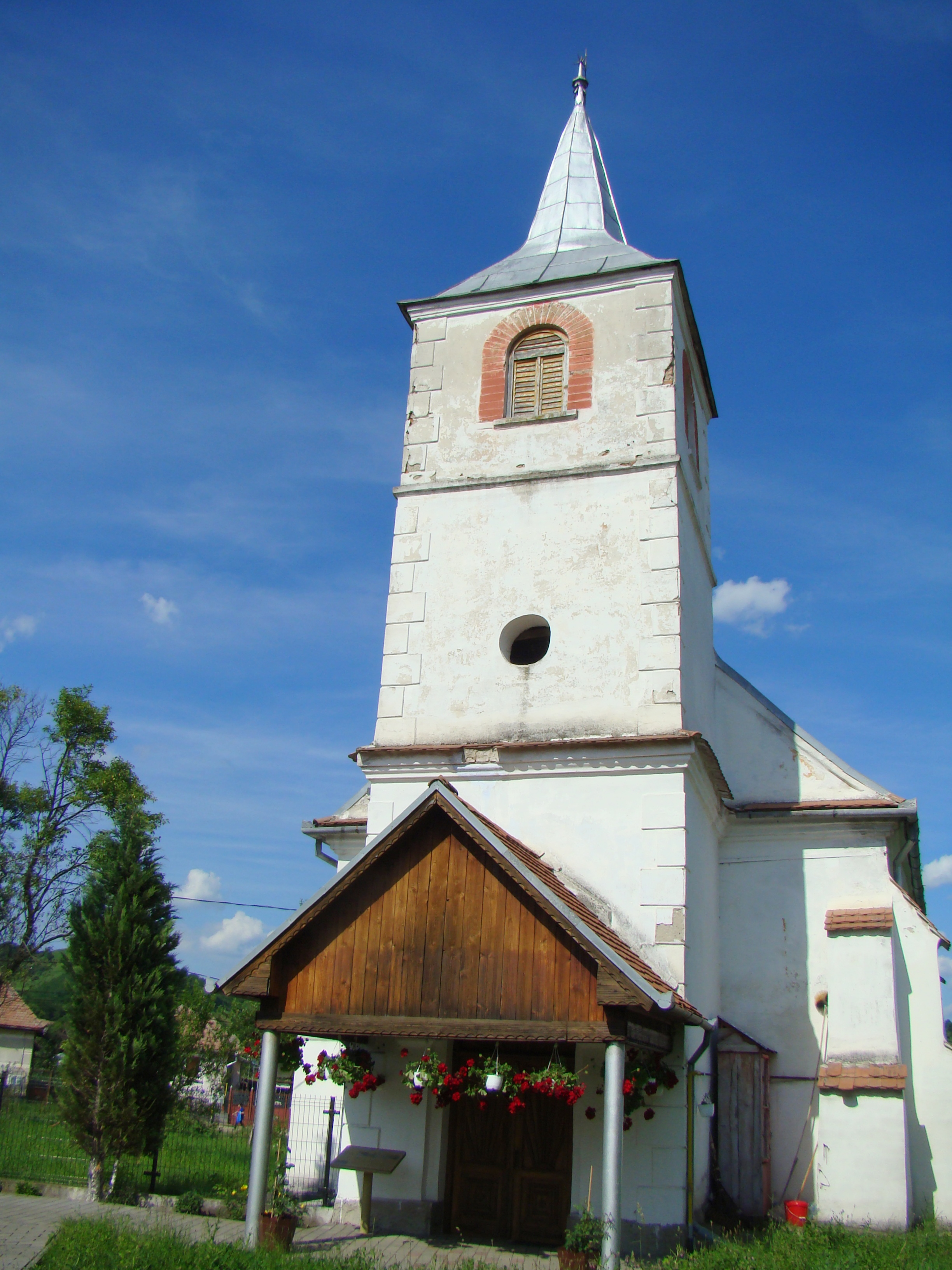
Biserica reformată din Alma (monument istoric)
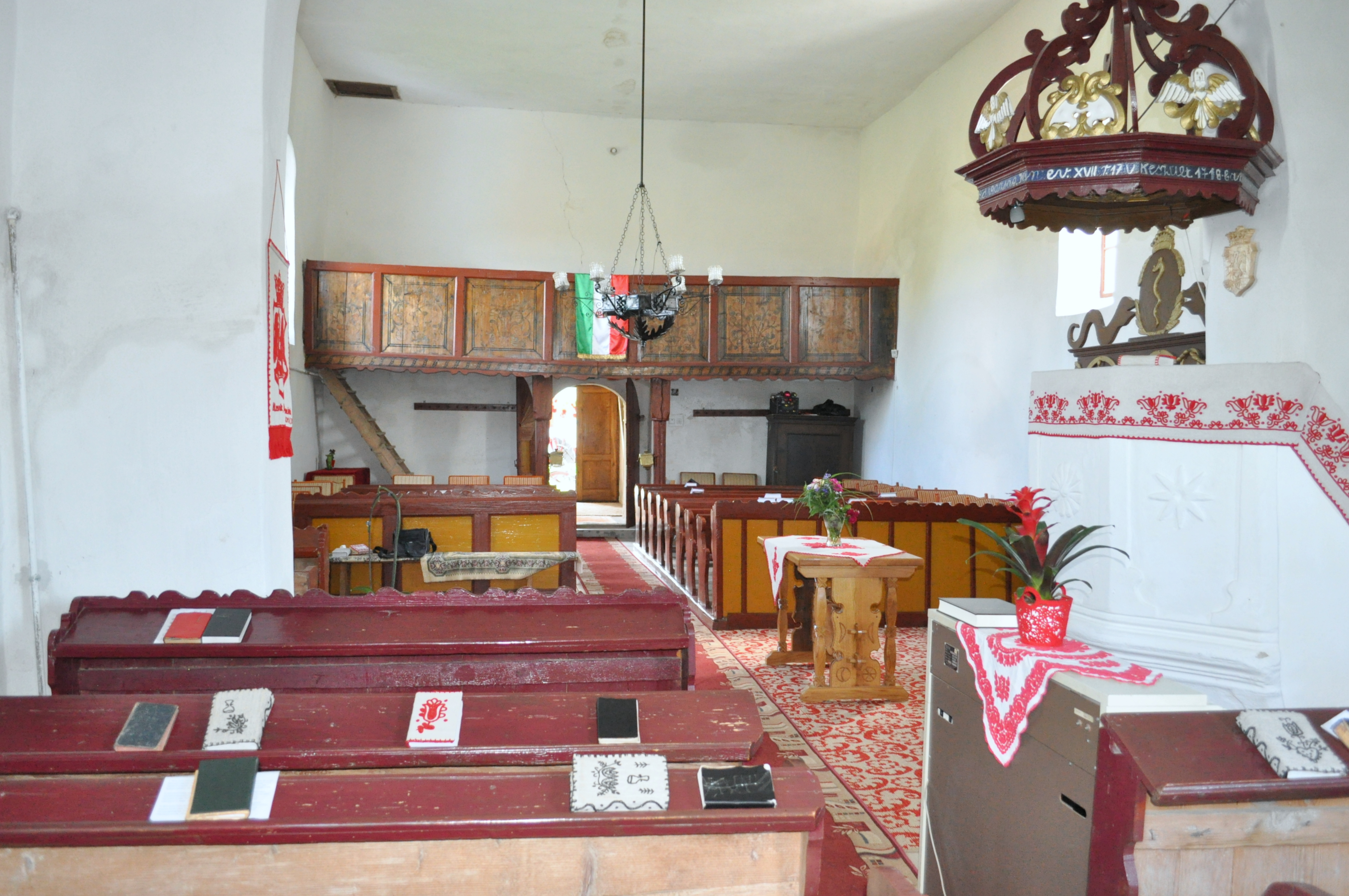
Biserica reformată din Alma (monument istoric)
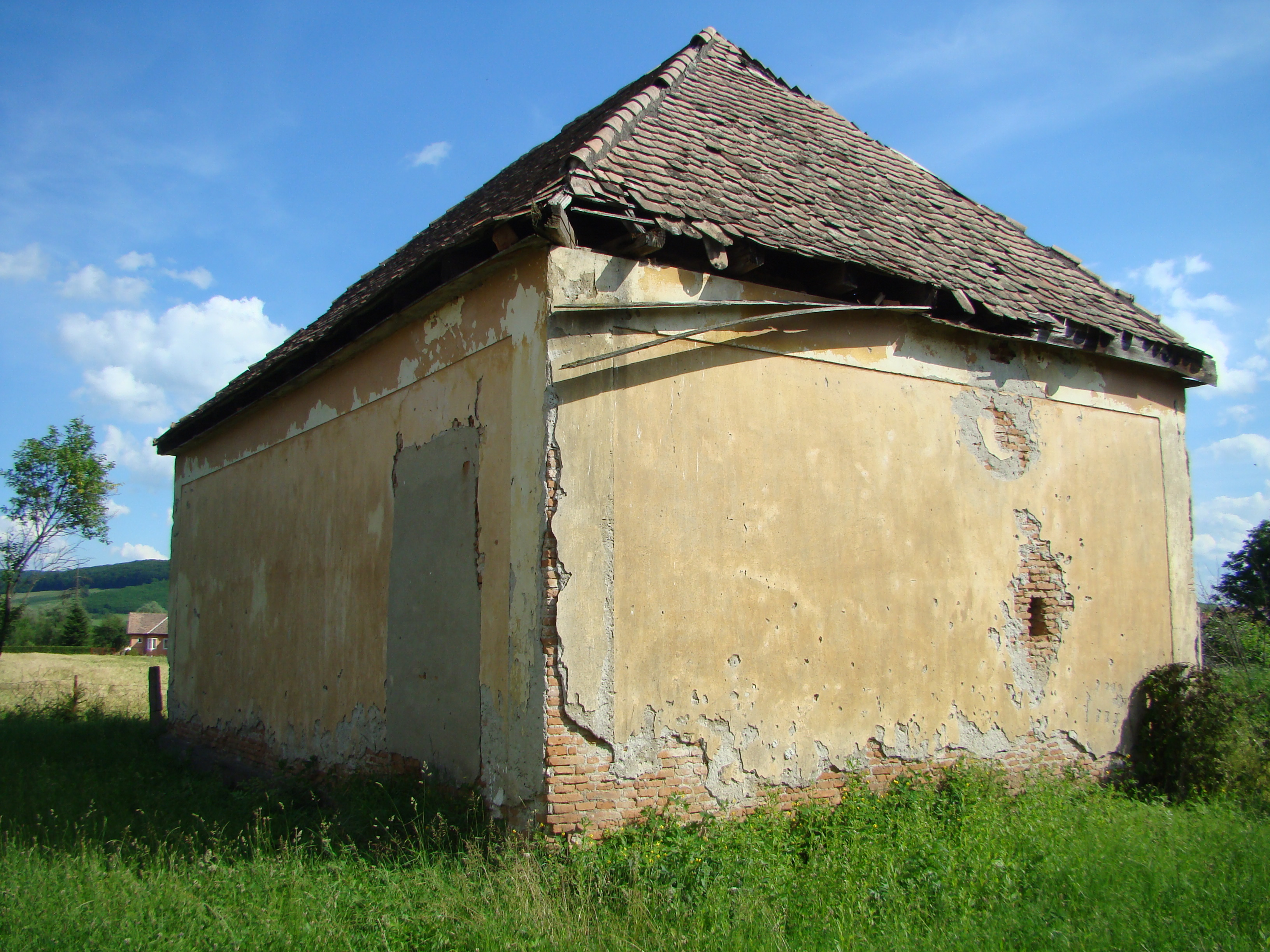
Școala confesională reformată din Alma (monument istoric)
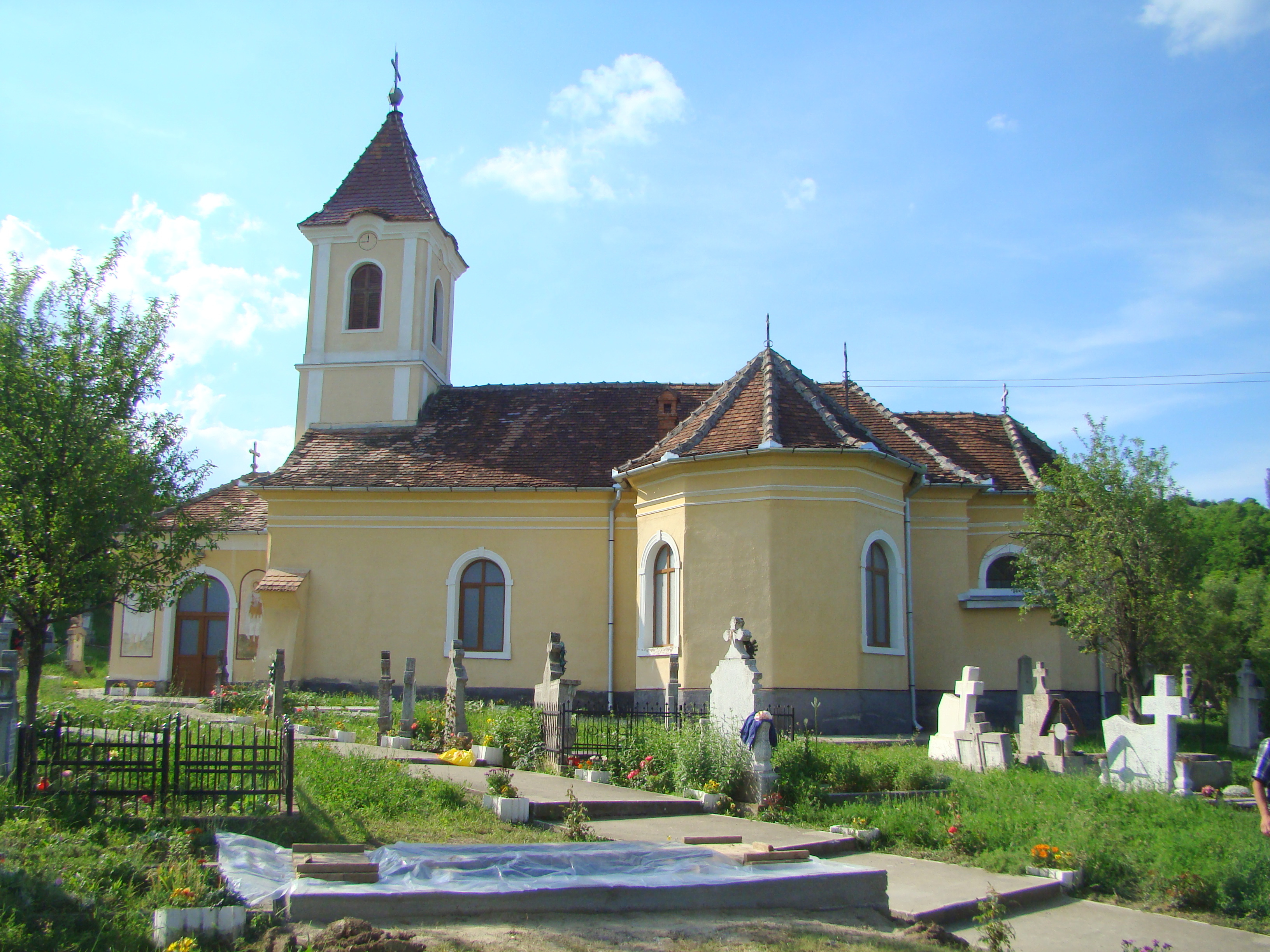
Biserica ortodoxă cu hramul „Sfântul Mare Mucenic Gheorghe”
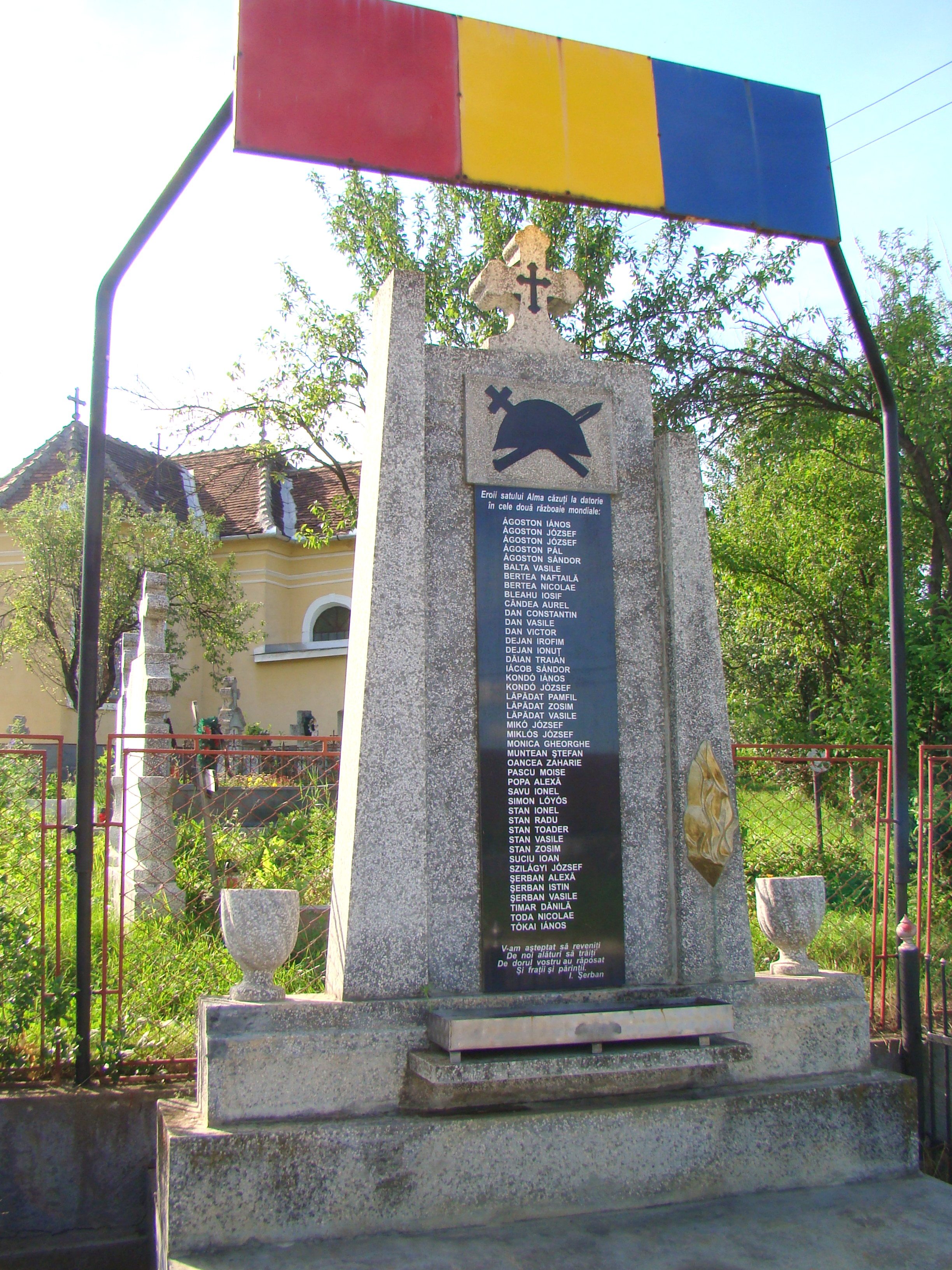
Monumentul eroilor
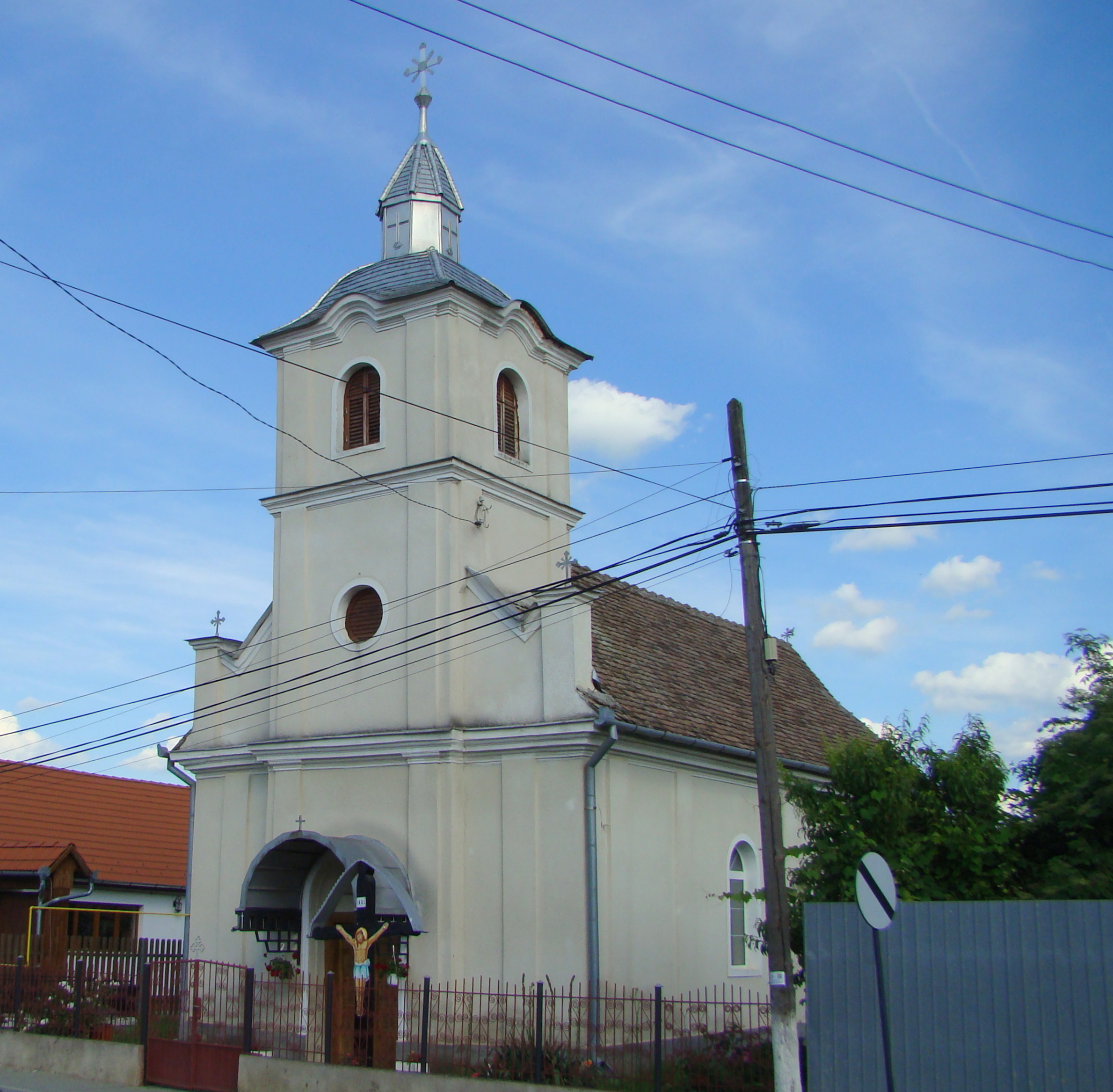
Biserica „Sfânta Treime”, fostă greco-catolică (1903)
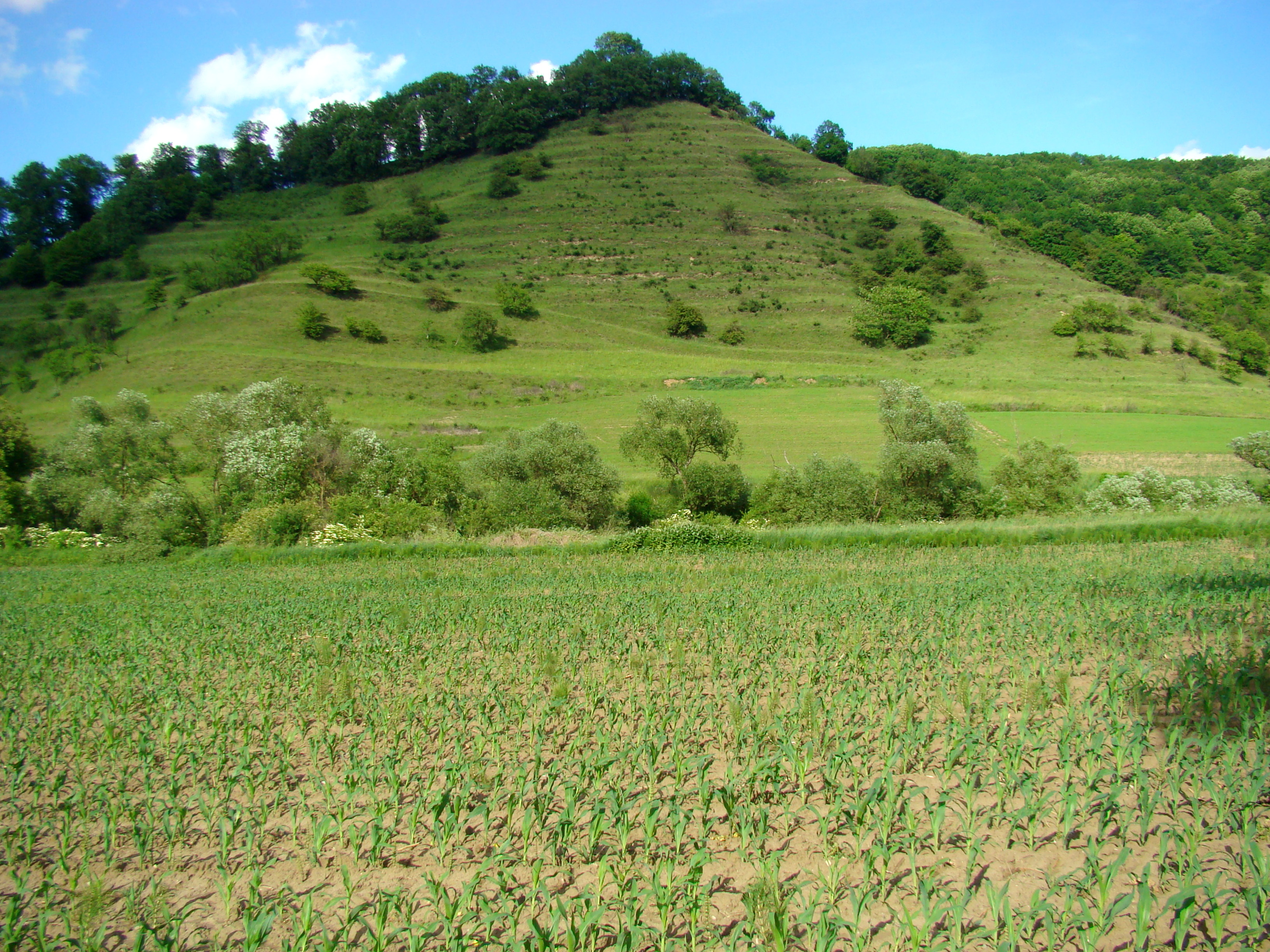
Giacăș
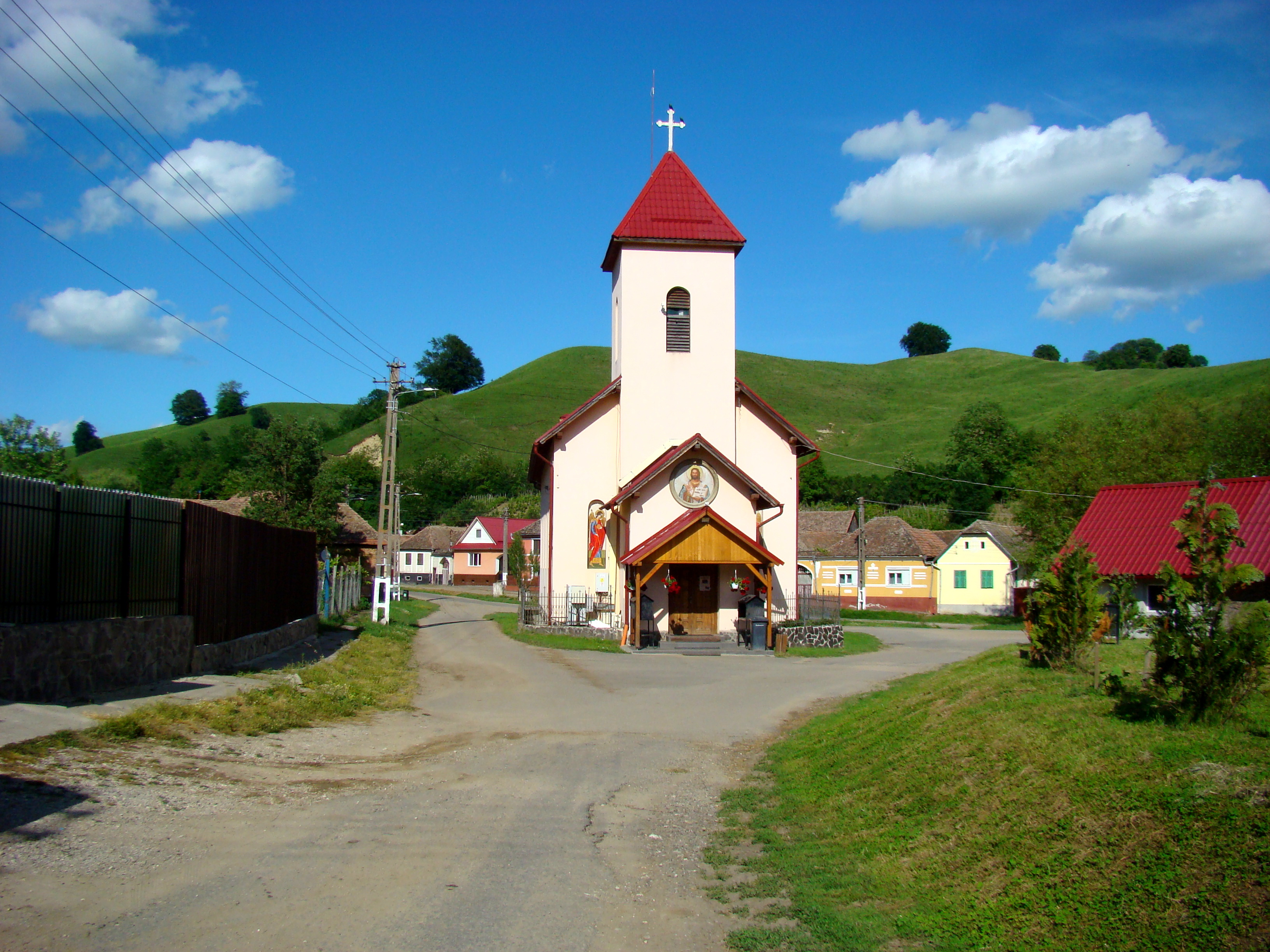
Biserica „Sfinții Arhangheli” (fostă luterană, renovată și transformată)
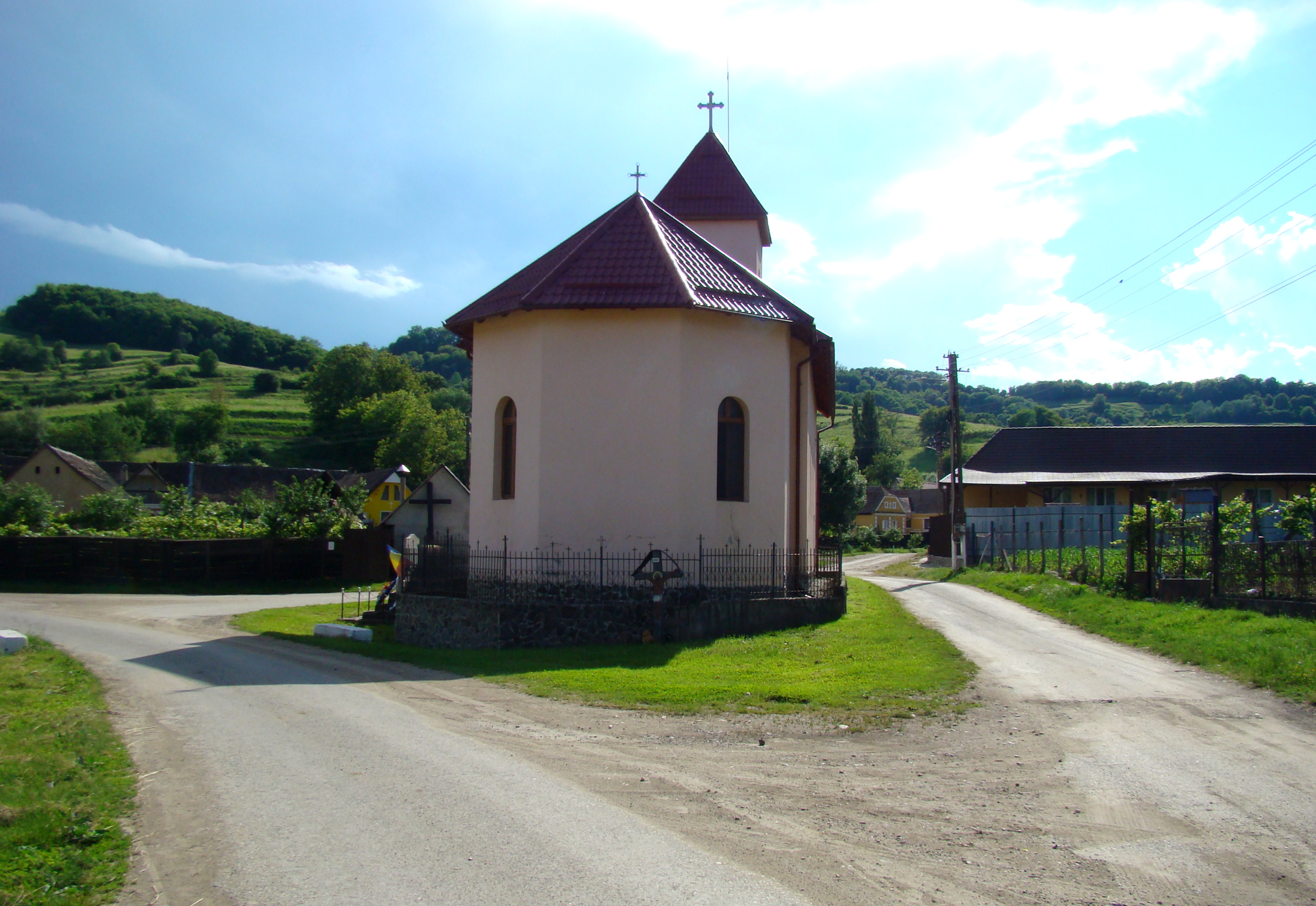
Biserica „Sfinții Arhangheli” (fostă luterană, renovată și transformată)
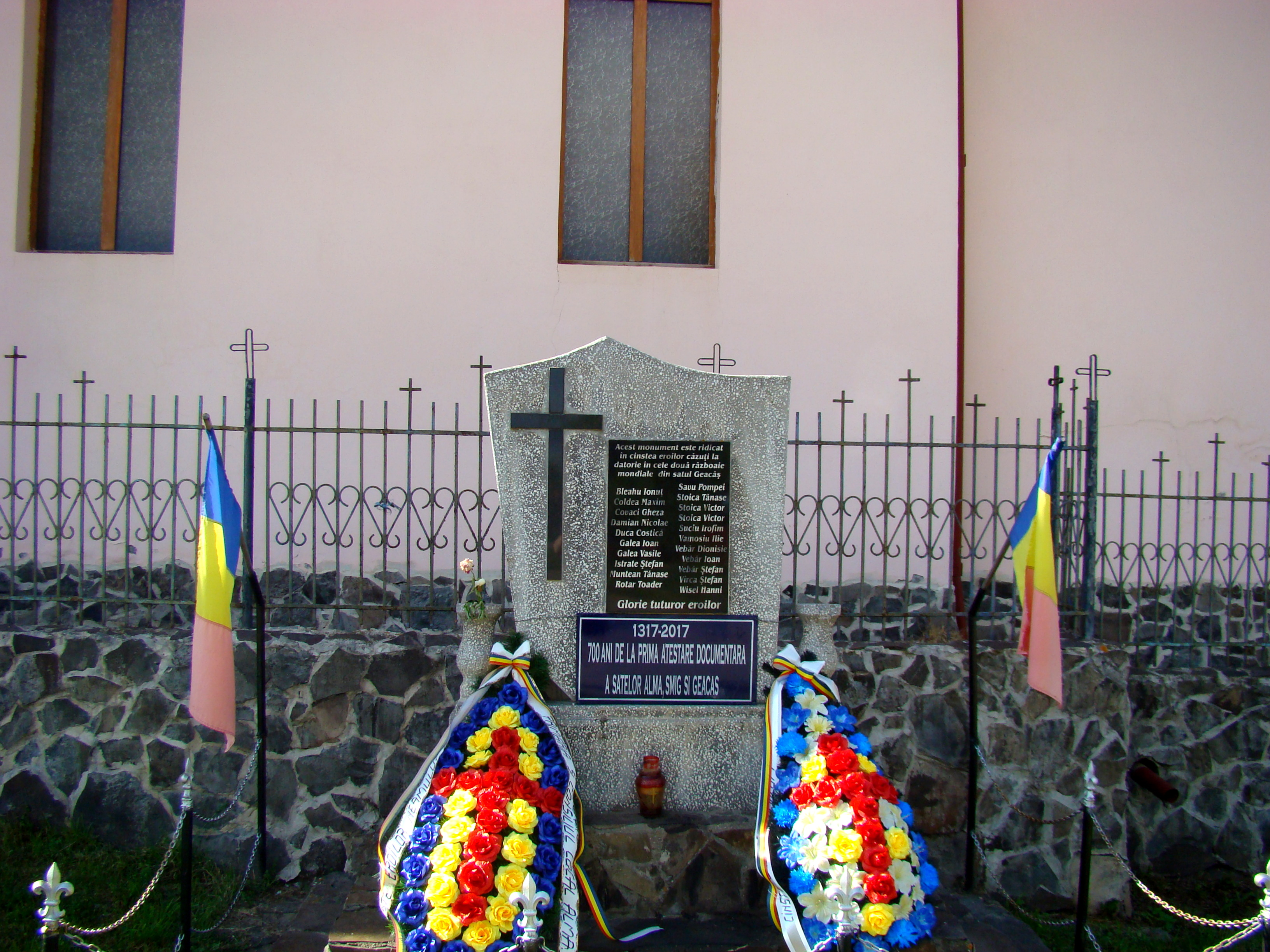
Monumentul eroilor
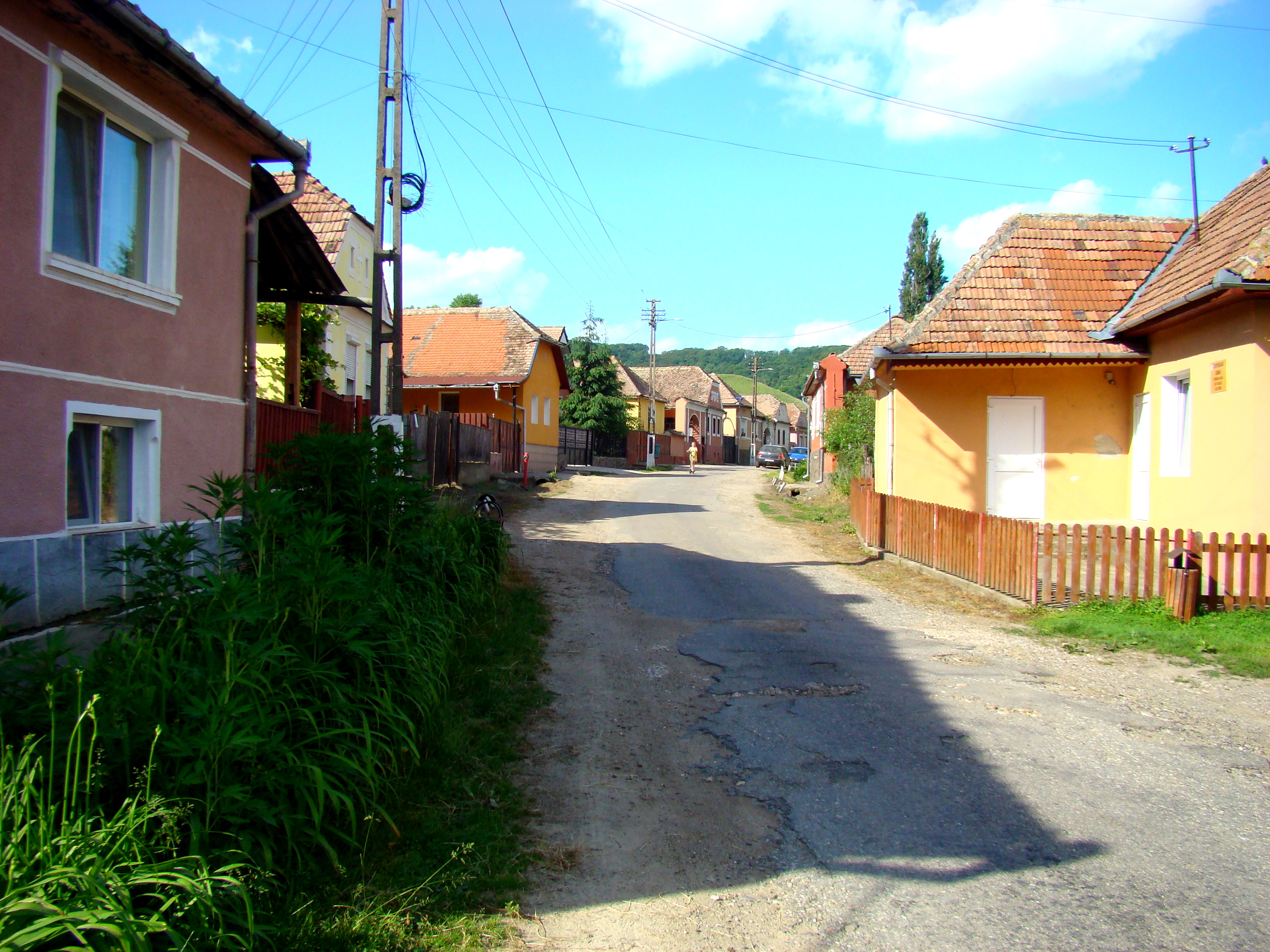
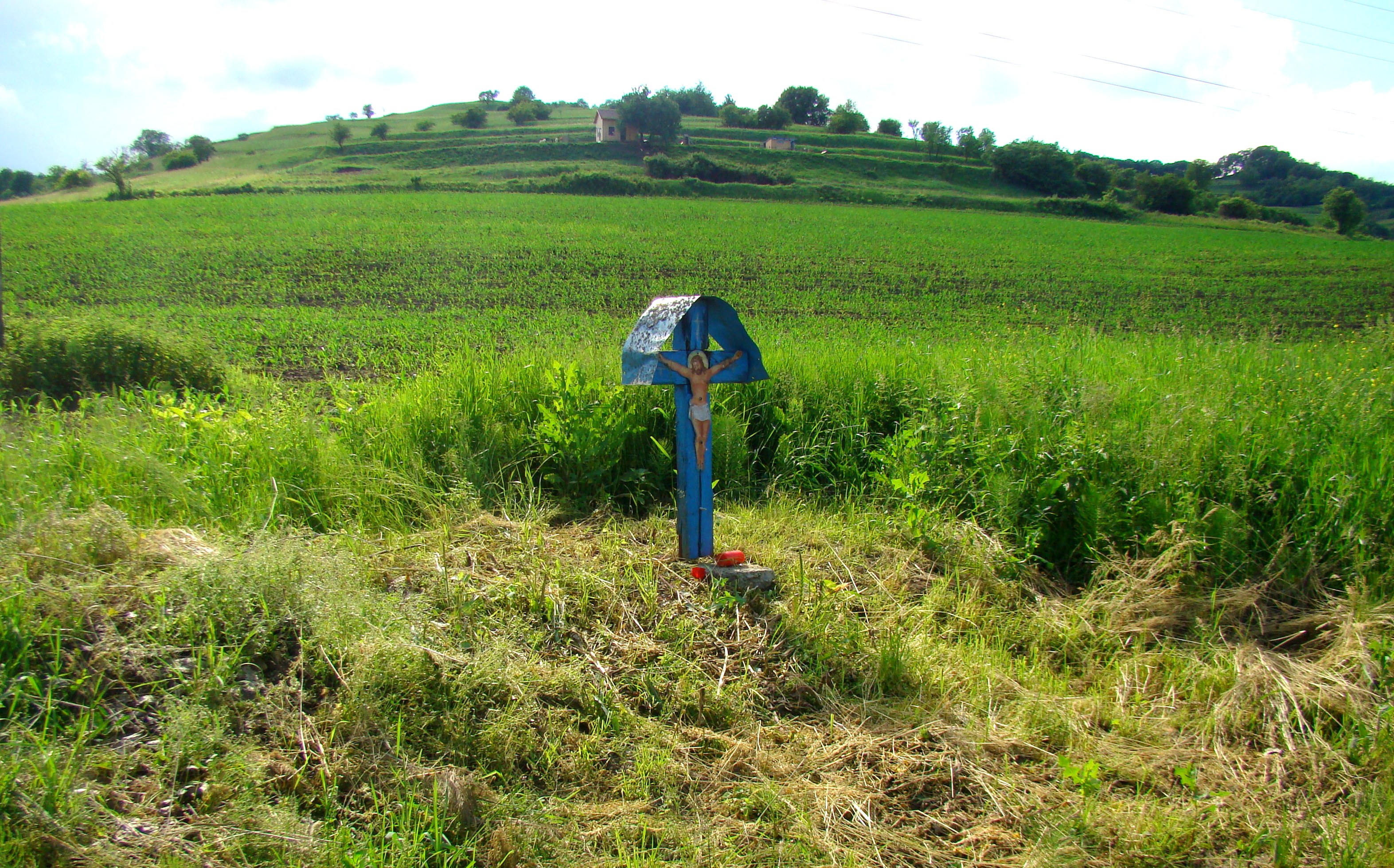
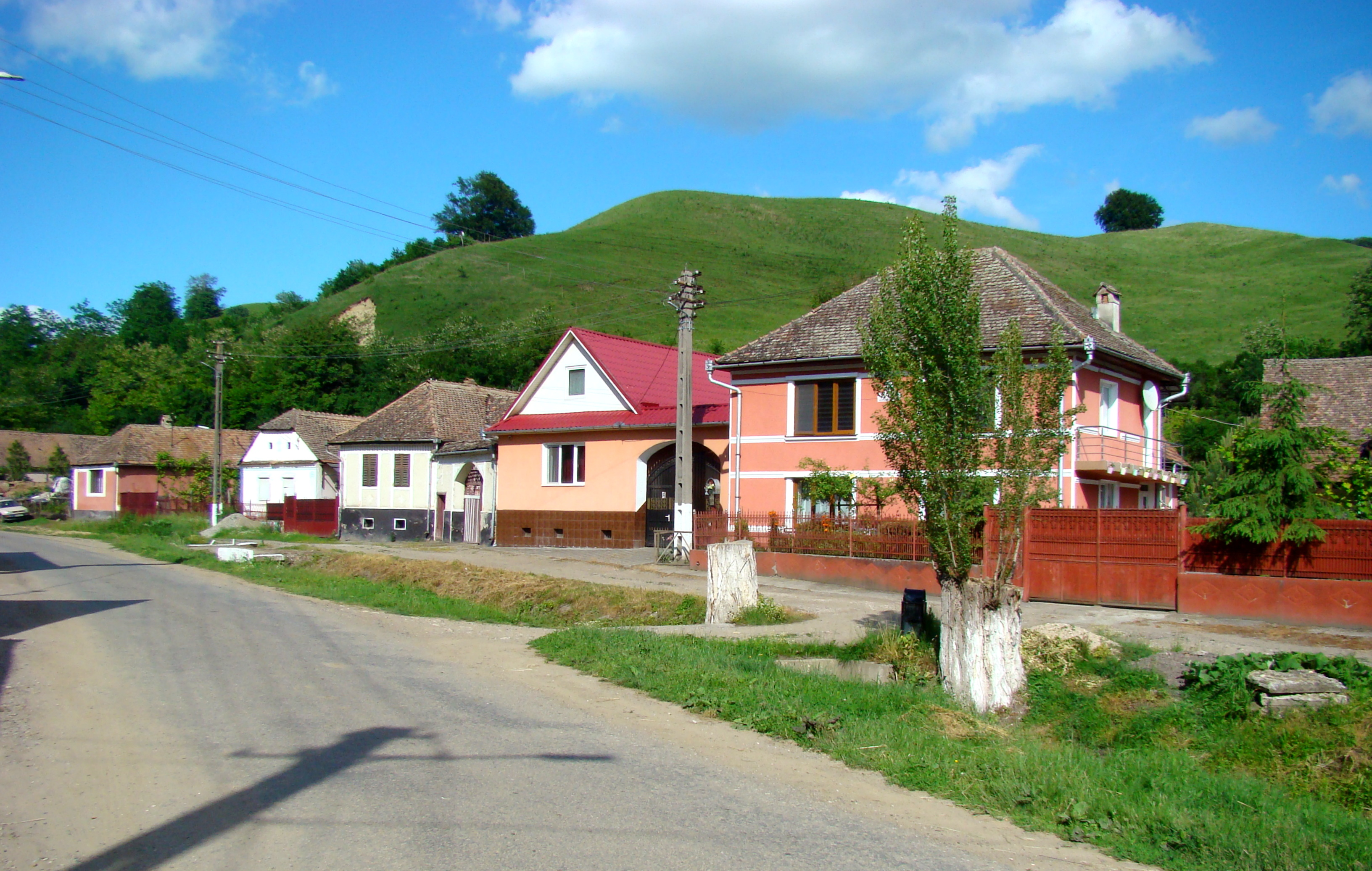
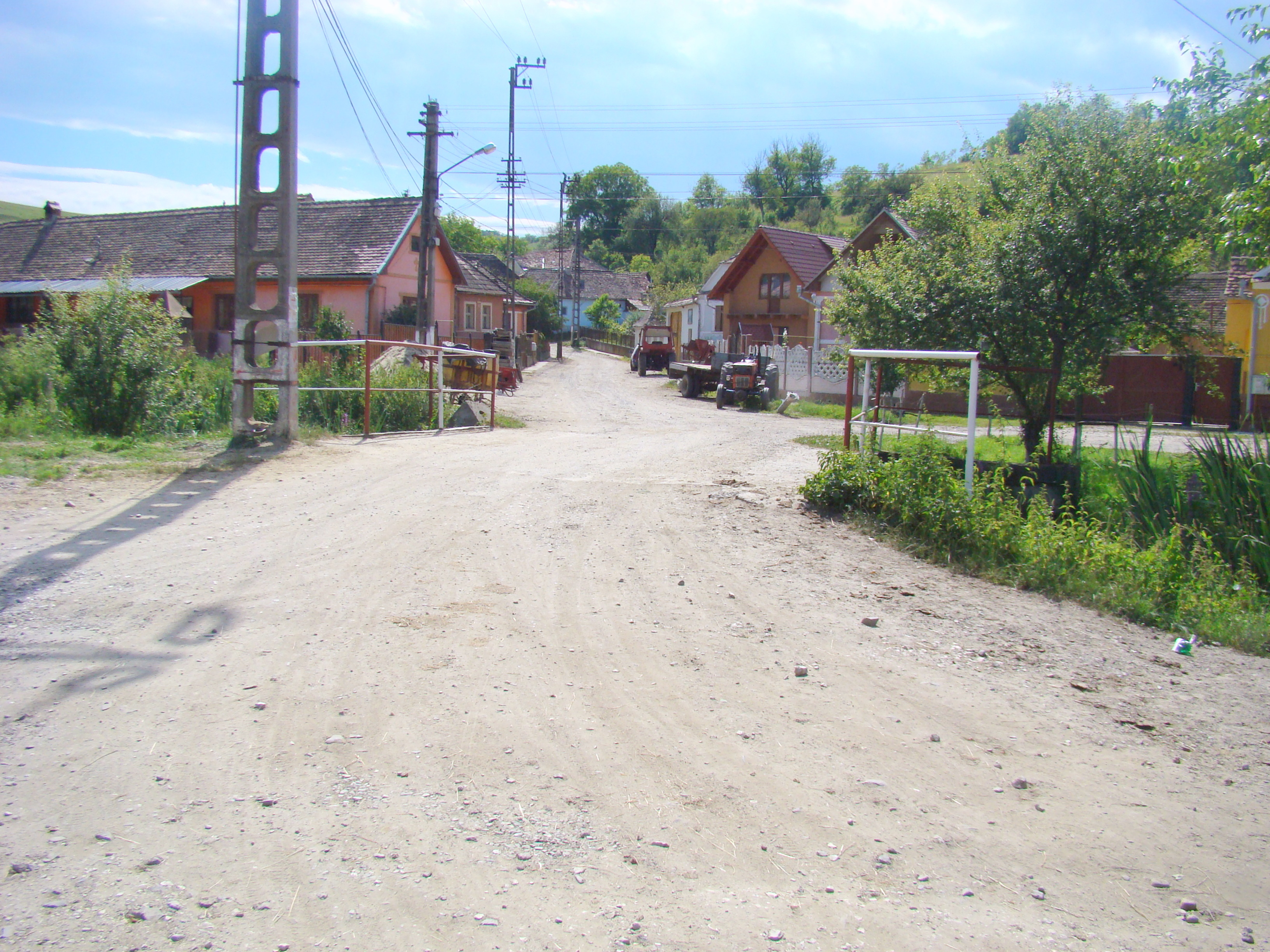
Șmig
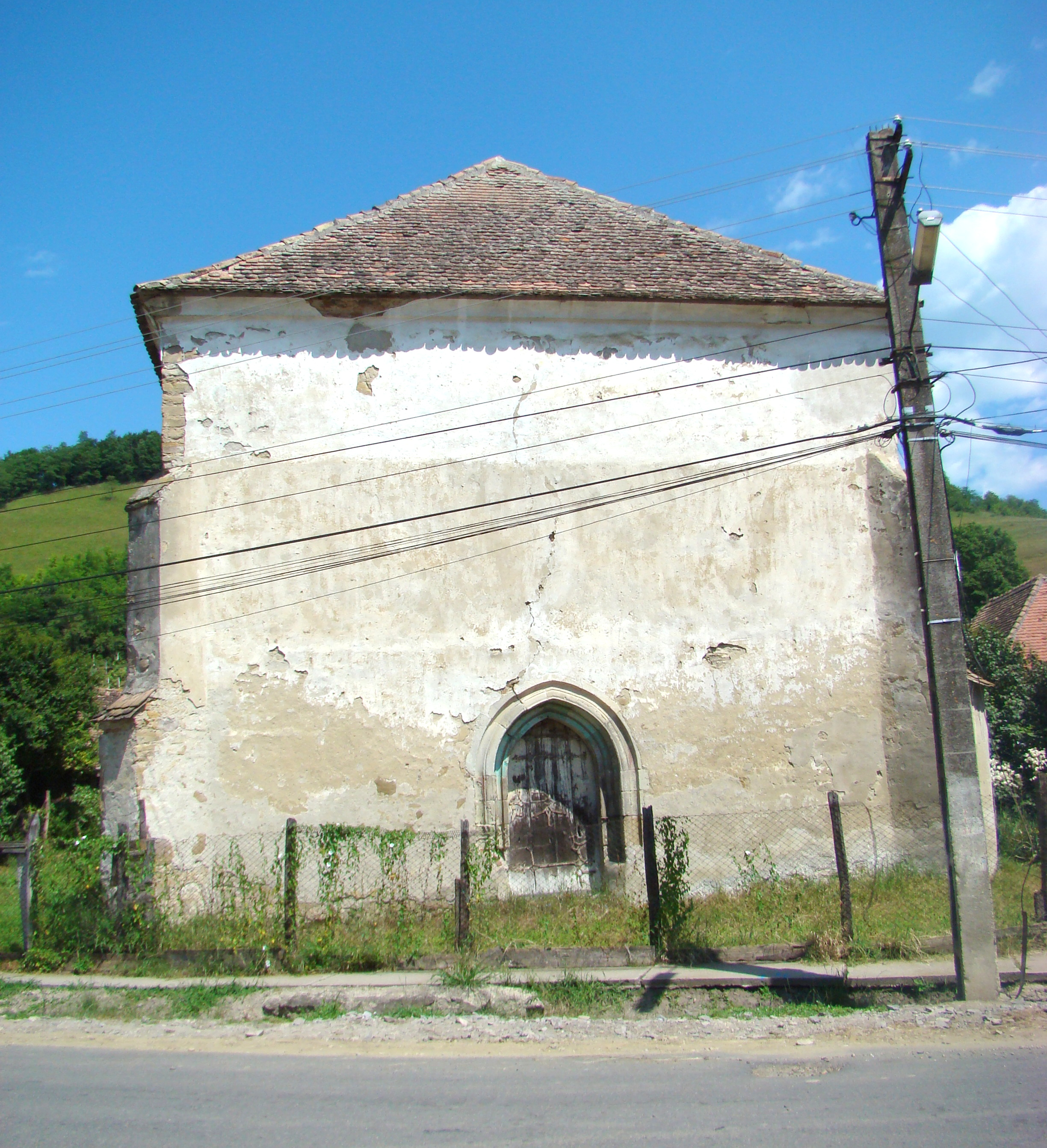
Biserica evanghelică din Șmig (monument istoric)
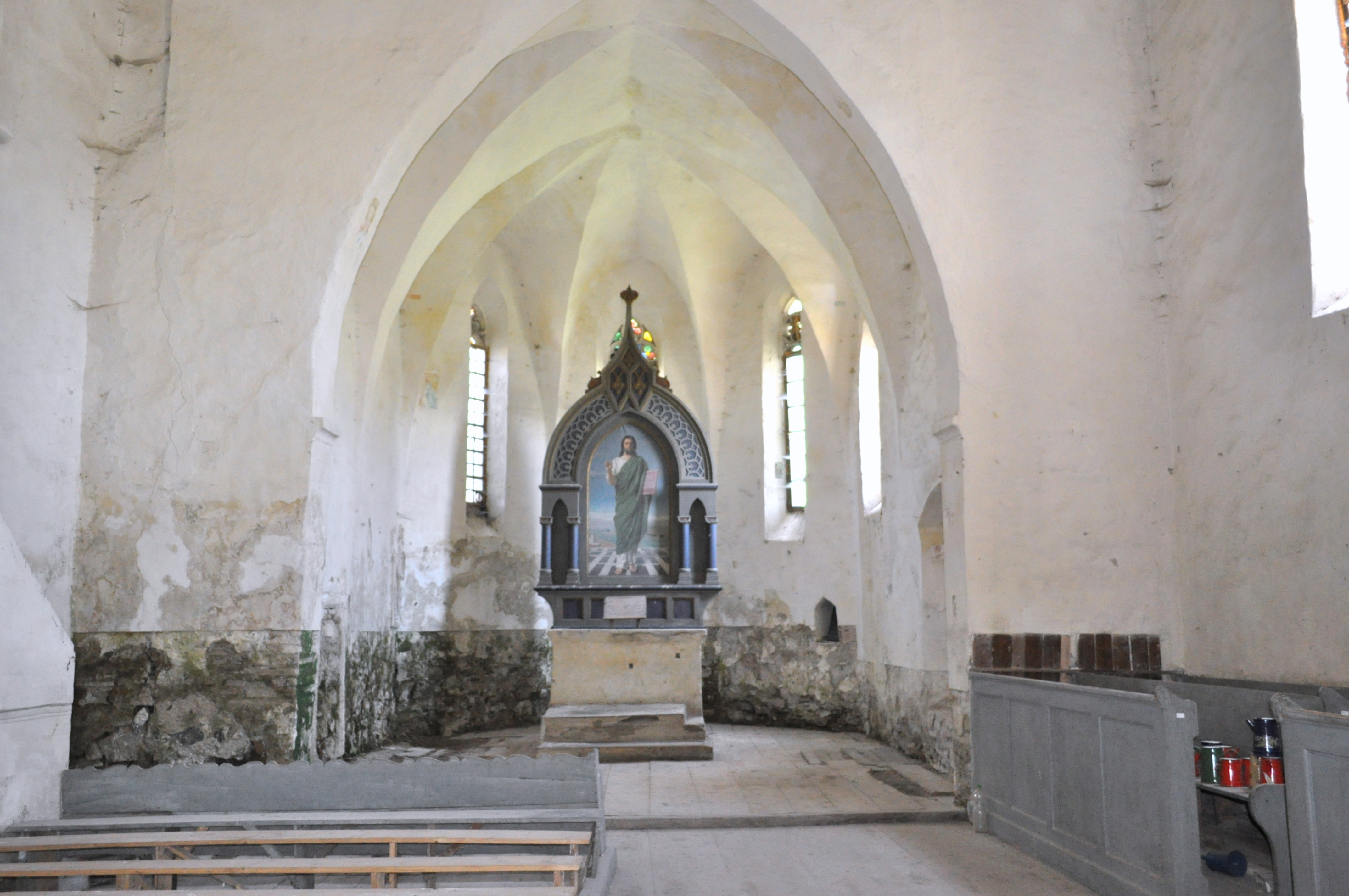
Biserica evanghelică din Șmig (monument istoric)
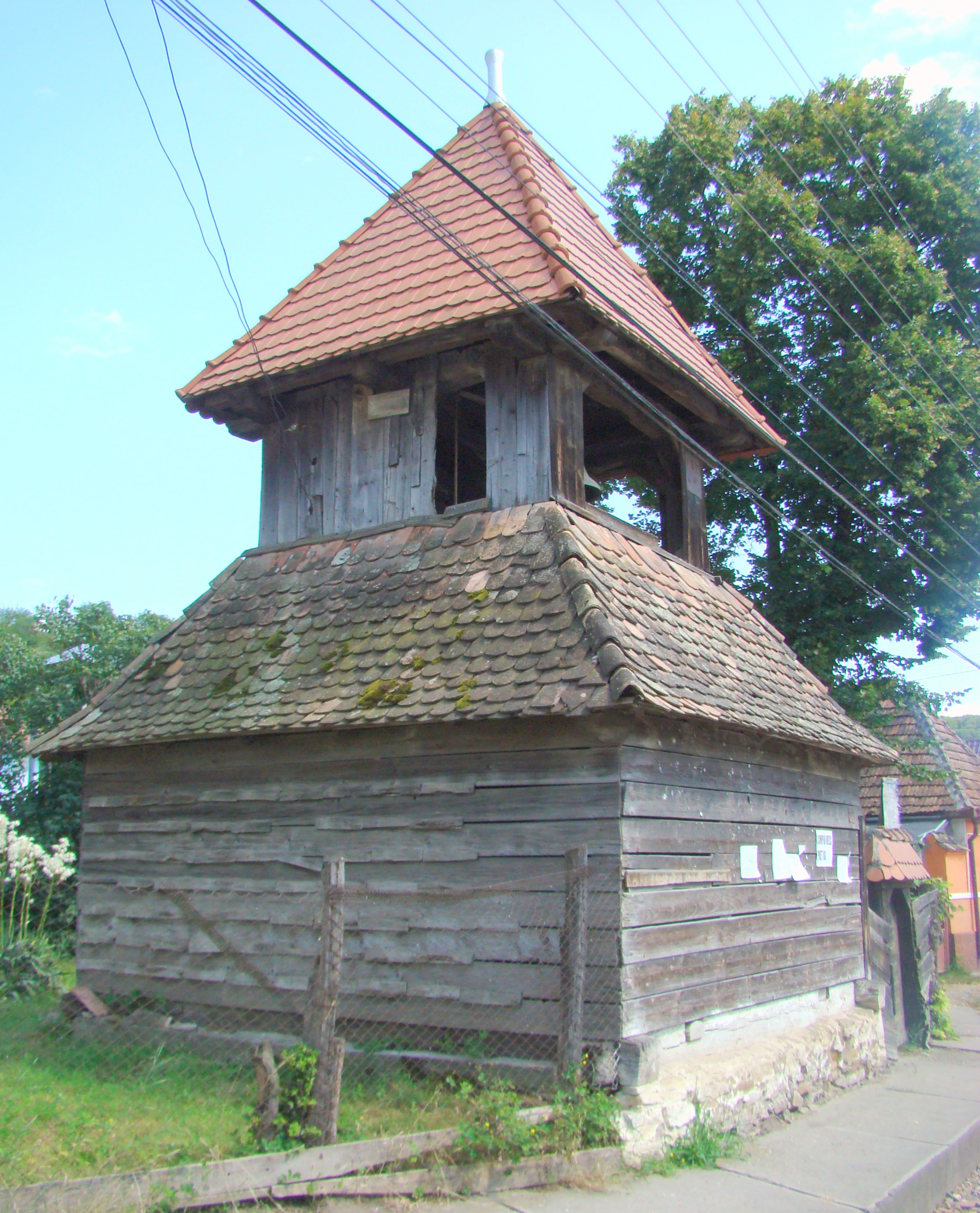
Clopotnița
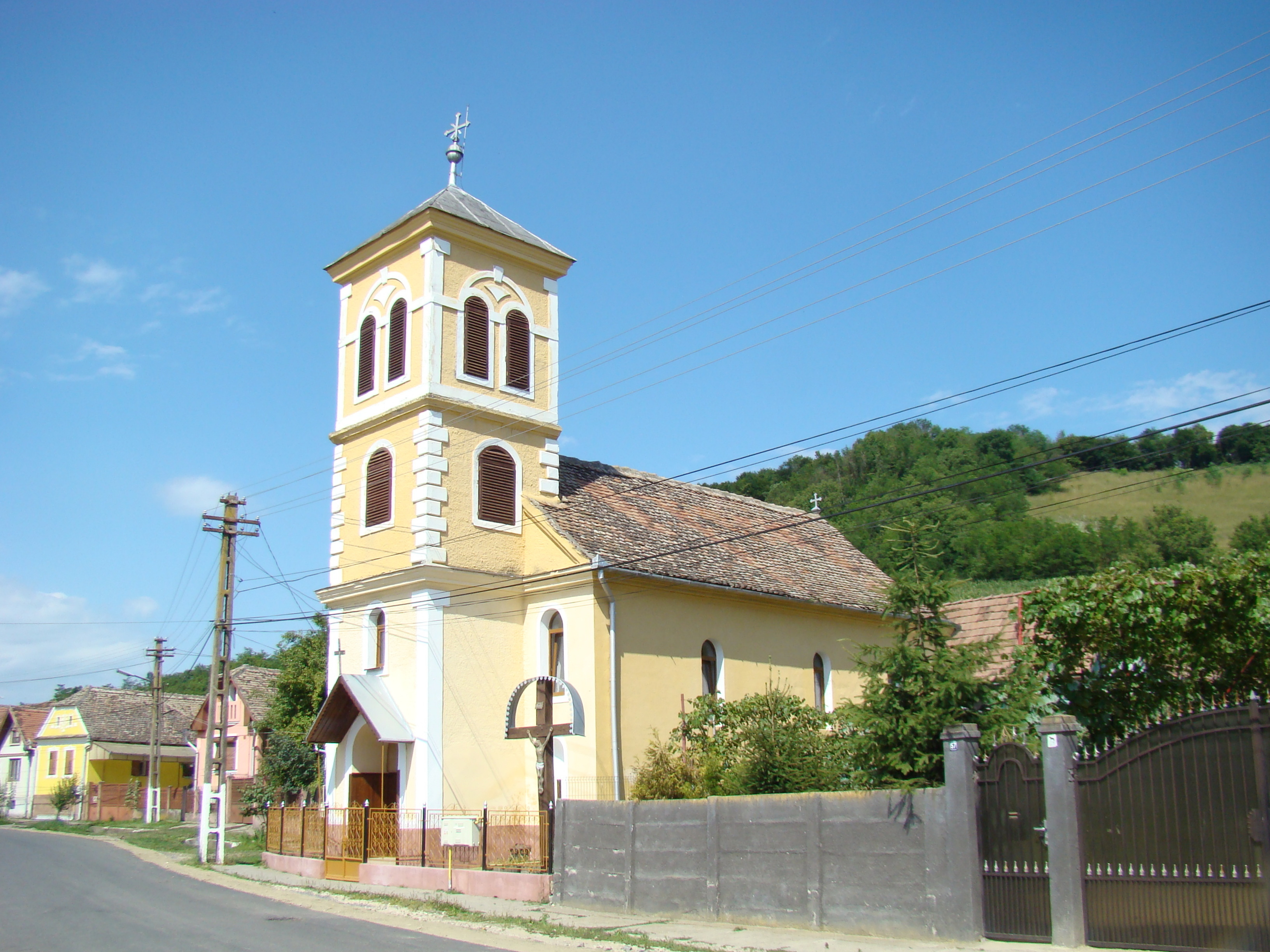
Biserica romano-catolică „Sfântul Ladislau Rege” (1822)
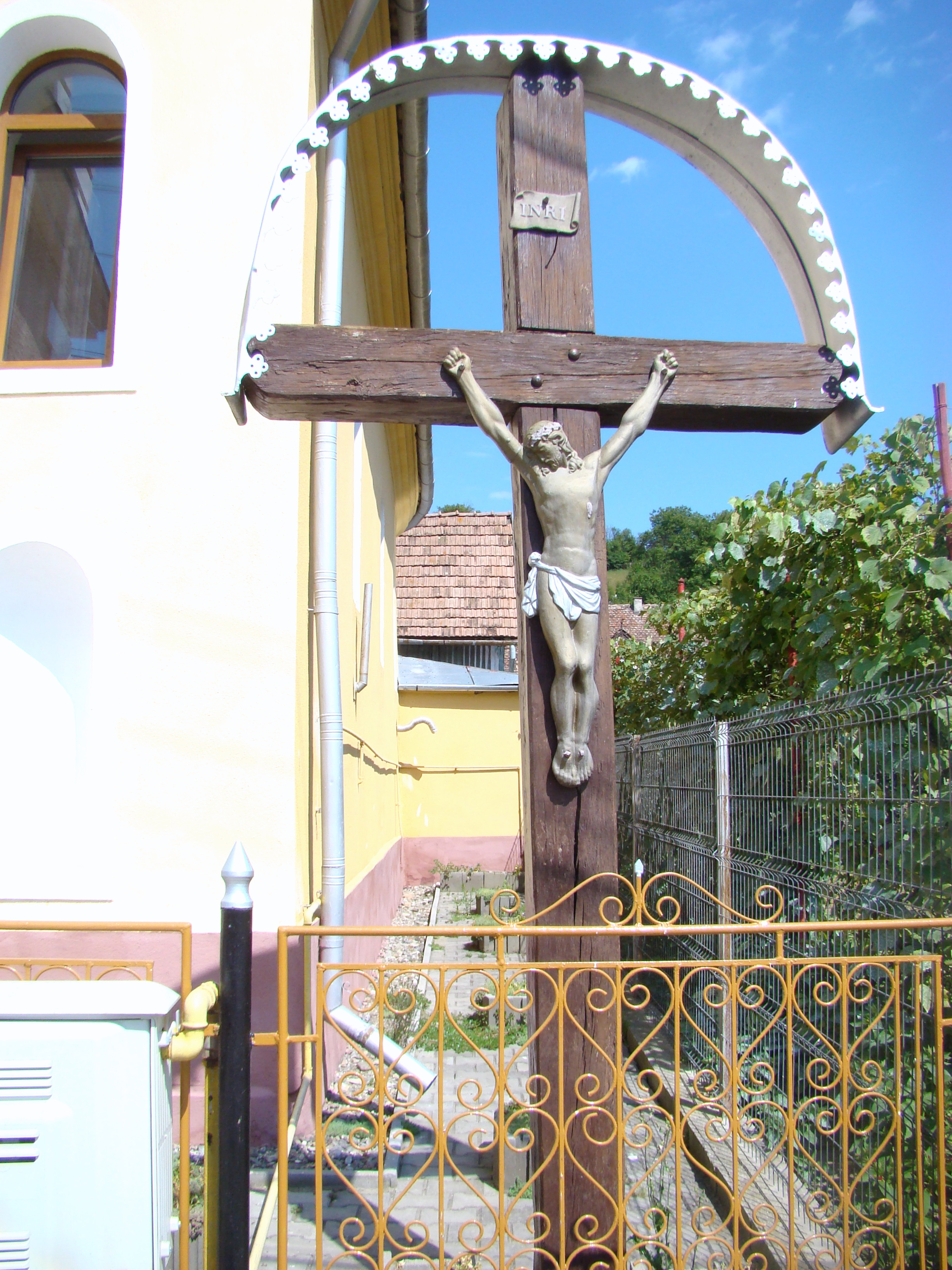
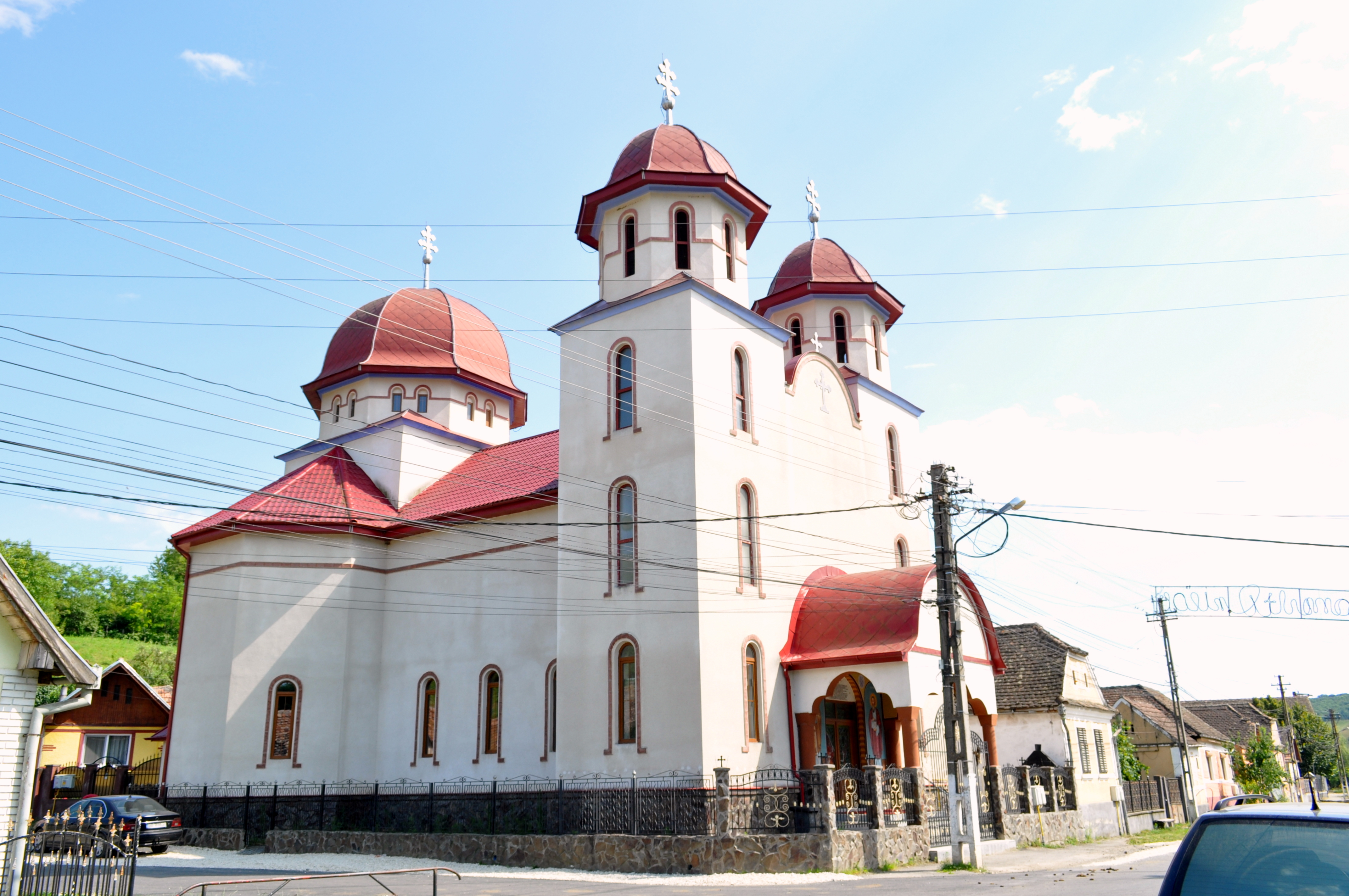
Biserica ortodoxă „Sfinții Apostoli Petru și Pavel”
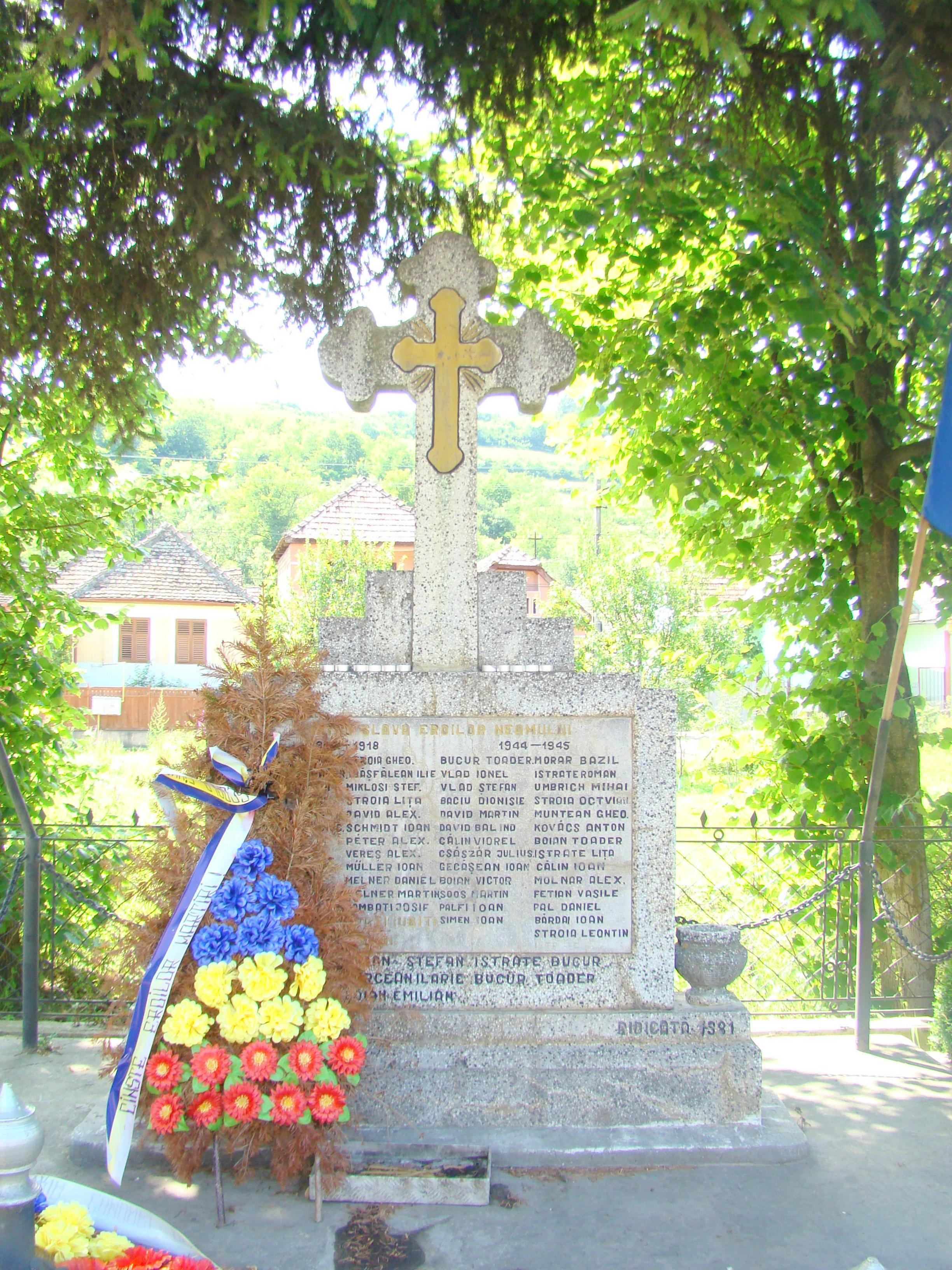
Monumentul eroilor
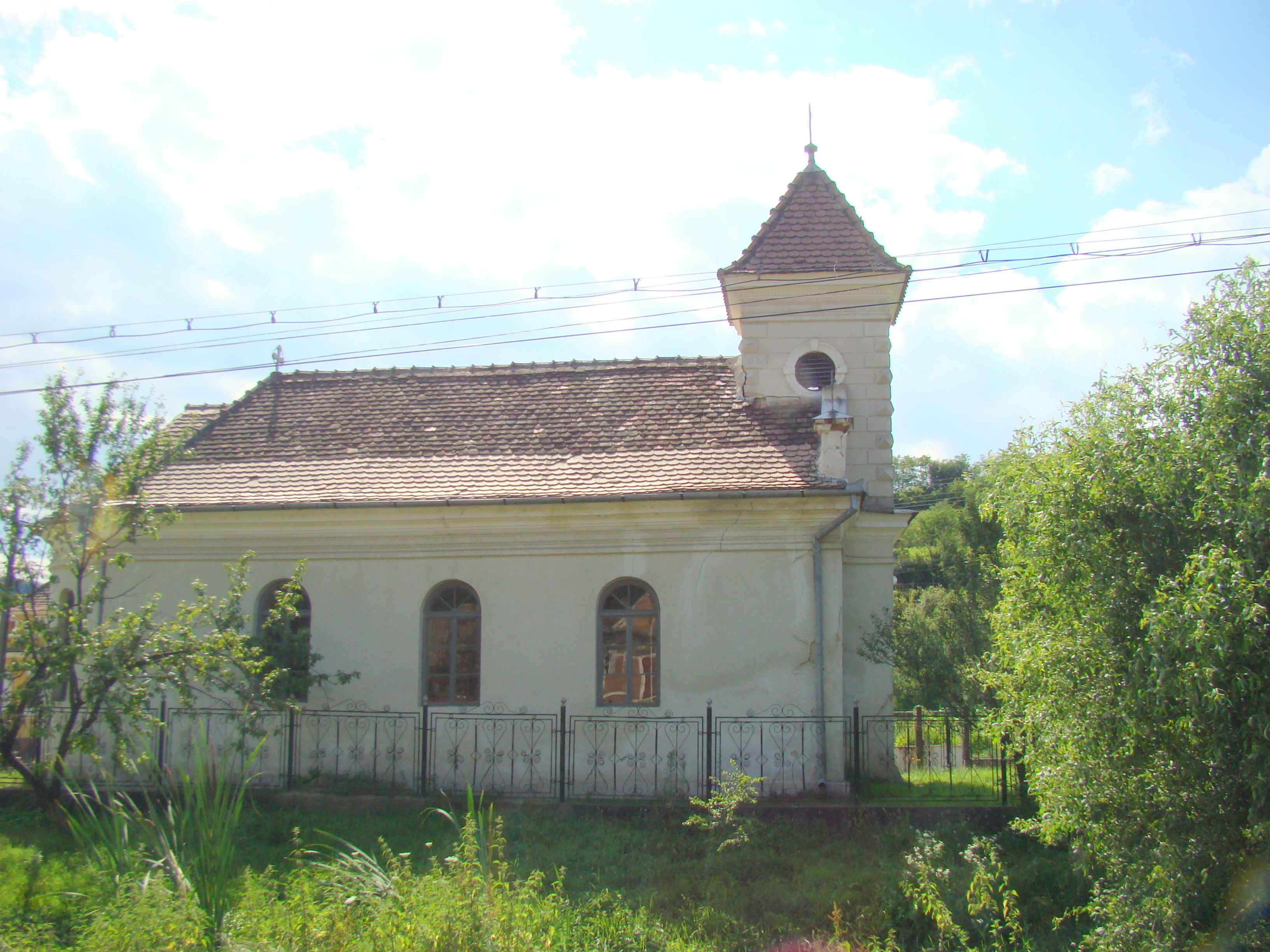
Biserica ortodoxă „Sfânta Treime”
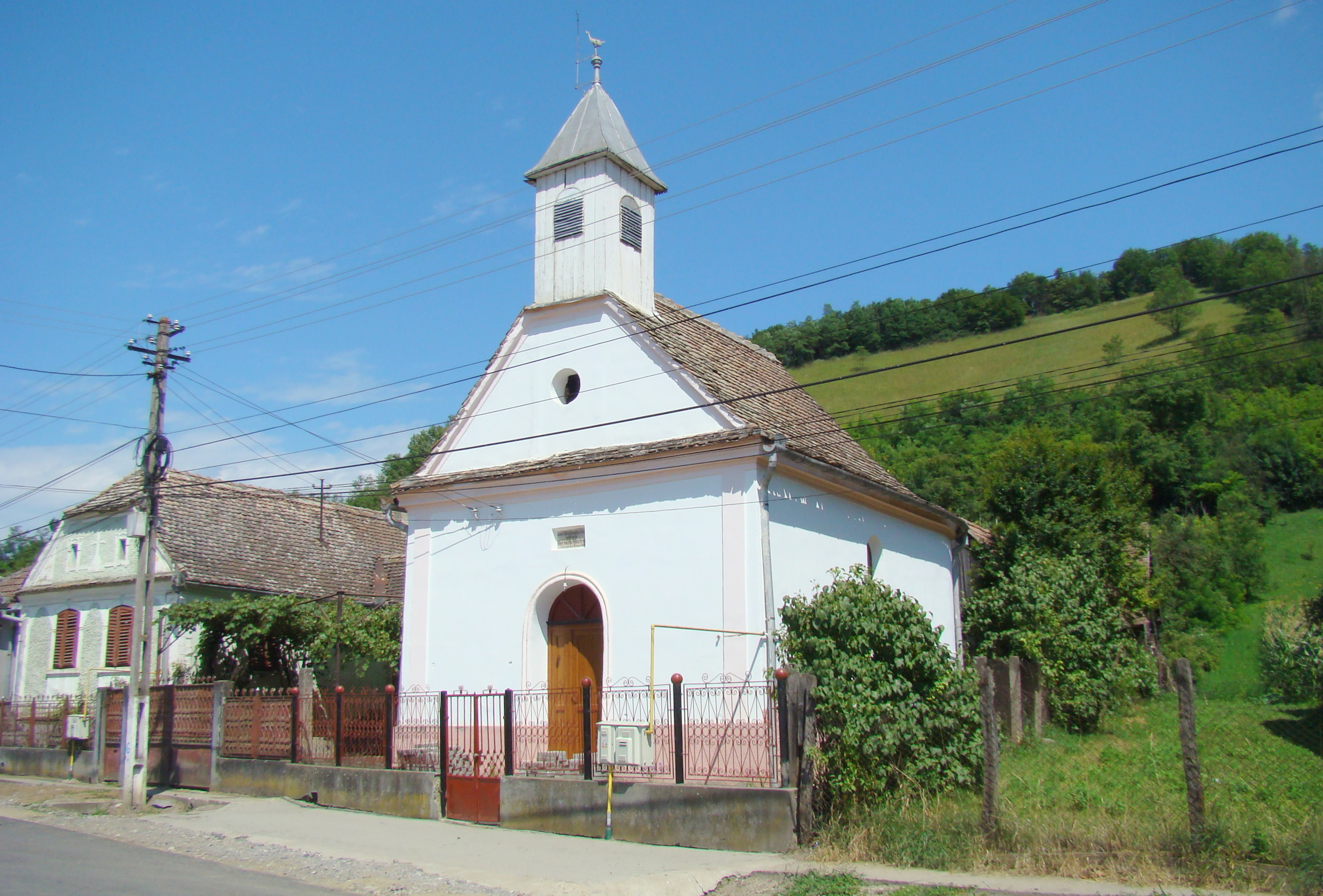
Biserica reformată (1864)